# Hana Sofia Lopes

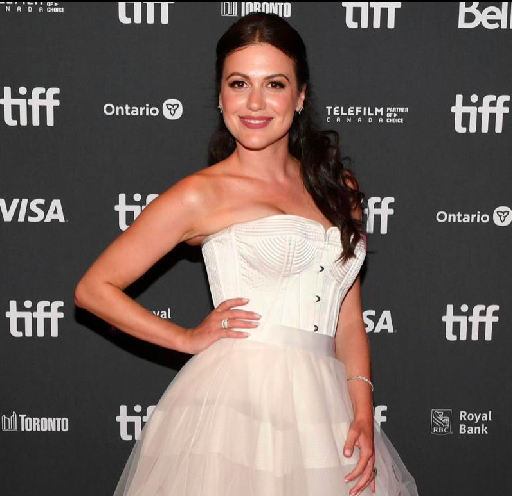
Hana Sofia Lopes em Toronto na estreia mundial do filme Kanaval (2023).

Hana Sofia Lopes (nascida a 5 de março) é uma atriz luso-luxemburguesa, natural do Grão-Ducado do Luxemburgo. 
Desde que concluiu a sua formação na Escola Superior de Teatro e Cinema de Lisboa e no Conservatório Nacional de Paris, integrou mais de 60 produções de teatro, cinema e televisão na Europa e na América do Norte. 
Colaborou, entre outros, com: Sandra Hüller, Brendan Gleeson e Juliette Lewis, bem como com Maïwenn e Irène Jacob, duas figuras icónicas do cinema francês. Trabalhou também com Henry Rollins, ex-vocalista da banda punk Black Flag, os atores britânicos Julian Sands e John Hannah, o realizador Bruce McDonald ou ainda com Christian Schwochow, realizador da premiada série The Crown.                                                                                                                                               O seu primeiro papel no cinema foi ao lado da também luxemburguesa Vicky Krieps conhecida pelo seu papel em Phantom Thread de Paul Thomas Anderson, marcando o início da sua trajetória cinematográfica. 
Poliglota, fala fluentemente francês, alemão, luxemburguês, português, espanhol, inglês e italiano.                    Hana possui a nacionalidade luxemburguesa e portuguesa.   

## Biografia

### Infância e formação
Hana Sofia nasceu e cresceu no Luxemburgo, filha de pais portugueses. A sua família materna, tendo emigrado para o Canadá anglófono nos anos 1970,  Hana passa, durante a sua infância, as férias de verão no Canadá, com a família materna. Tem um irmão mais velho chamado Nuno.
Após estudos secundários realizados na escola secundária Athénée do Luxemburgo, estudou na Escola Superior de Teatro e Cinema de Lisboa, na qual se licenciou em 2012. Em 2011, no âmbito do programa Erasmus (um intercâmbio acadêmico europeu) estudou durante um ano na Academia Real Superior de Arte Dramática (RESAD) em Madrid.
Estudou depois no Conservatorio Nacional Superior de Arte Dramática  de Paris, tendo como professores Daniel Mesguich, Pierre Aknine ou ainda a bailarina francesa Caroline Marcadé.

### Carreira

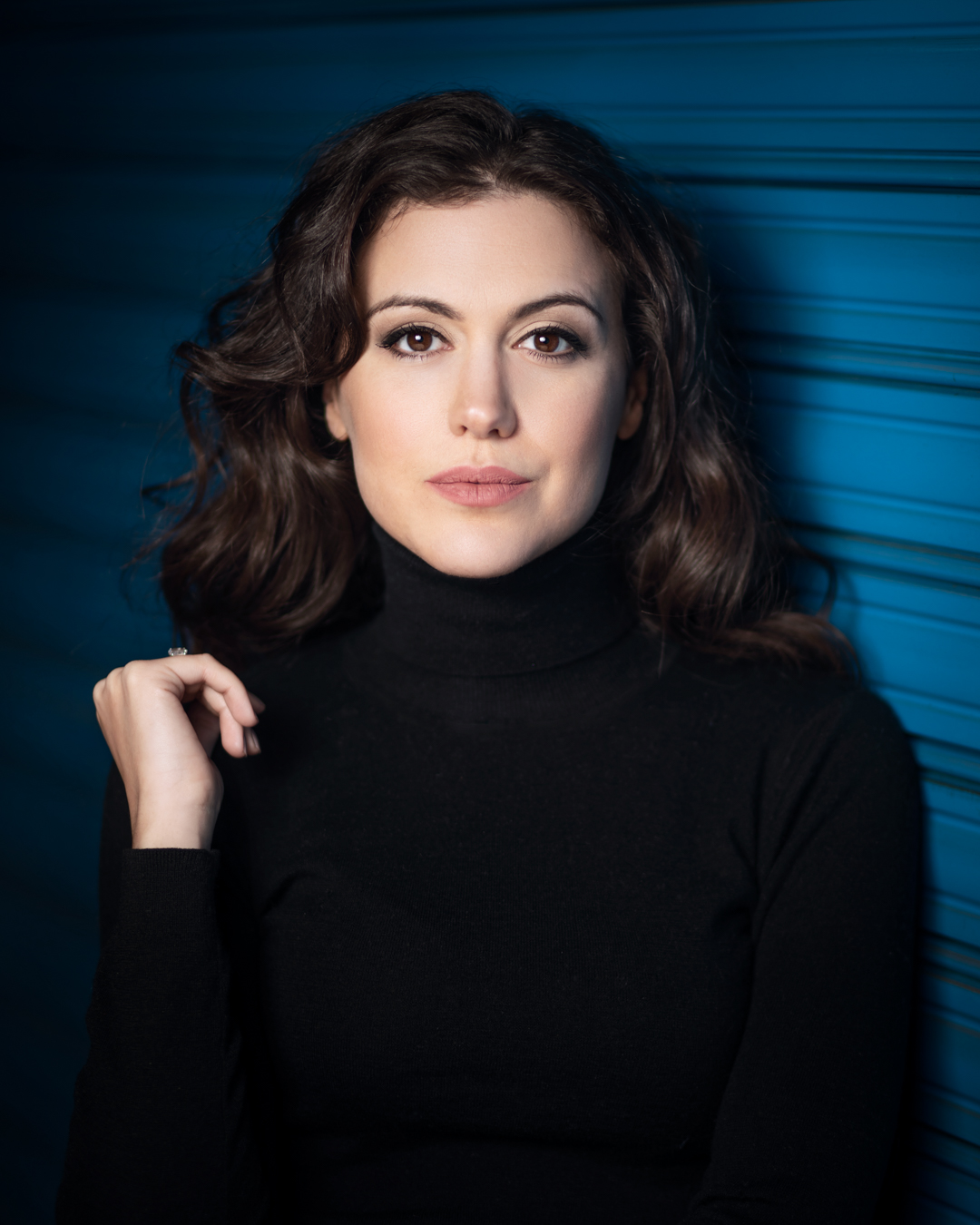
Hana Sofia Lopes em Lisboa (2020).

Durante uma das representações do Casamento de Figaro. no Conservatório de Paris em 2014, o realizador italiano Marco Sarafini vê-a actuar em cena e decide convida-la para interpretar o papel de protagonista feminina em Toy Gun, longa-metragem que está então prestes a realizar. Neste filme, Hana Sofia assume o papel de protagonista feminina ao lado de John Hannah, Anthony LaPaglia e Julian Sands O seu desempenho valeu-lhe uma nomeação para o prêmio de melhor atriz de cinema no Luxemburgo, o Lëtzebuerger Filmpräis em 2018.
Interpretou depois o papel de uma anarquista espanhola no filme belgo-espanhol Escapada da realizadora belga Sarah Hirtt. Sergi López e María León também fazem parte do elenco deste filme. Em 2017, participa na série de televisão alemã Bad Banks (a crise) realizada pelo realizador alemão Christian Schwochow, transmitida na ARTE e Zdf. Esta série marca a sua primeira participação num projeto de língua alemã. Bad Banks conheceu um sucesso critico e popular enorme, tendo ganho inúmeros prêmios. Os direitos da série sendo nomeadamente adquiridos pelos gigantes americanos HULU e Netflix.
2017 marca também o regresso da atriz ao teatro. Entrou na peça the Crucible (as bruxas de salem) de Arthur Miller, encenada pelo encenador inglês Douglas Rintoul. A estreia mundial do espectaculo teve lugar no Queen’s Theatre Hornchurch em Londres.  Em 2018, interpretou o papel principal na peça francesa Intranquillités, baseada no Livro do Desassossego de Fernando Pessoa, encenada no Teatro Municipal de Esch-sur-Alzette no Luxemburgo.
A sua participação em várias series de televisão de língua luxemburguesa no canal de televisão publico RTL, tornaram-na uma personalidade reconhecida do publico luxemburguês.
Em 2018, roda ao lado de Juliette Lewis e Henry Rollins no filme canadense Dreamland realizado por Bruce McDonald.
A atriz trabalha também em Portugal. No início da sua carreira, os seus papéis nas telenovelas portuguesas Mar Salgado (2015) e Coraçao d'Ouro (2016), transmitidas na SIC e vistas diariamente por cerca de 2 milhões de telespectadores tornaram-na conhecida do público em Portugal. Em 2017, interpretou o papel de Rainha Santa Isabel de Aragão, rainha de Portugal na série histórica Ministério do Tempo transmitida na RTP.
Entre 2020 e 2024, participou em várias produções de teatro em teatros nacionais prestigiosos tais como o Grand Théâtre de la Ville de Luxembourg e o Teatro Nacional São João, no Porto. Atuou, entre outras, em Medeia de Eurípides, numa produção em língua inglesa, assim como em Hedda Gabler de Henrik Ibsen, em francês, sob a direção da finlandesa Marja-Leena Junker.
Em 2020, foi escolhida pelo encenador francês Michel Didym para encarnar o papel principal de Hanele na peça Habiter le temps ao lado de Irène Jacob, Jérôme Kircher, Eric Berger e Julie Pilod. Depois da estreia em dezembro de 2020 no Théâtre de la Manufacture de Nancy, a peça esteve em digressão pela França, Suíça, Luxemburgo e Bélgica durante cerca de 2 anos, até março de 2022, sendo apresentada em dezenas de teatros nacionais.  Atuando nomeadamente no Théâtre des Célestins em Lyon, no teatro Anthea em Antibes, no teatro Chateauvallon em Toulon ou ainda no teatro mais antigo de França: a Opera-Teatro de Metz a 15 e 16 de janeiro de 2022. 
Em dezembro de 2021 estreia a peça O Começo perdido escrita e encenda pelo encenador alemão de origem portuguesa Pedro Beja no Teatro Nacional São João, depois da criação deste espetáculo ter acontecido no Théâtre National de Luxembourg em outubro de 2021.
Hana encarna o papel de Maria na segunda temporada da série Capitani transmitida globalmente na plataforma Netflix a partir de Julho de 2022.
Em 2023, o diretor artístico do Festival Ruhrfestspiele em Recklinghausen, Frank Hoffmann, criou um papel especialmente para ela na sua adaptação de The Iceman Cometh de Eugene O’Neill, no Théâtre National du Luxembourg. A produção foi um grande sucesso de público e será reposta duas vezes entre as temporadas de 2023 e 2025.
A sua mais recente longa-metragem, Kanaval, realizada pelo cineasta canadiano-haitiano Henri Pardo, confirma a sua ascensão no cenário internacional. O filme foi selecionado no Festival Internacional de Cinema de Toronto em Setembro de 2023, onde recebeu o Amplified Voices Award, uma menção honrosa para o Melhor Filme Canadiano e quatro nomeações aos Canadian Screen Awards. 
Em 2024, Hana Sofia Lopes integrou o júri internacional do Festival de Cinema CinEast, ao lado de Anna Hints, realizadora premiada no Festival de Sundance pelo documentário Smoke Sauna Sisterhood. A presidência do júri foi confiada a Alexander Nanau, cineasta germano-romeno nomeado aos Óscares pelo seu documentário Collective. O júri atribuiu o Grande Prémio ao filme lituano Toxic, realizado por Saulė Bliuvaitė, destacando a sua abordagem comovente aos desafios da adolescência e a força das interpretações dos atores.

#### Primeiro Papel Principal na Televisão Alemã (ZDF) e Receção Crítica
Em 2024, foi escolhida pela ZDF, principal canal de televisão da Alemanha, para o papel principal no thriller Escape from Lisbon, ao lado de Hans Sigl, para interpretar a personagem Sofia Moreno. O filme foi transmitido na ZDF a 17 de março de 2025. Com quase 6 milhões de espectadores e uma quota de mercado de cerca de 23%, o filme foi um grande sucesso na televisão alemã.[29]
Tittelbach, uma conceituada plataforma de crítica televisiva e cinematográfica na Alemanha, celebrou Hana Sofia Lopes como “uma verdadeira descoberta para a televisão alemã.”  Um dos principais jornais da Alemanha, a Süddeutsche Zeitung dedicou-lhe uma entrevista sob o título “Viva a identidade europeia!”, um retrato que valoriza a sua profundidade cultural e versatilidade.Hana Sofia Lopes fala fluentemente francês, alemão, inglês, português, luxemburguês, espanhol e italiano.

## Filmografia e Teatro

### Cinema/ TV
- 2010 : My eyes have seen you (curta) de Miguel Leao: Greta
- 2012 : Os Simpsons (voz versão luxemburguesa) : Lindsey Naegle - RTL Luxembourg (1 episódio)
- 2012-2013 : Comeback: Samantha - RTL Luxembourg (12 episódios)
- 2013 : Someday (curta) de Vito Labalestra : Alicia
- 2013-2014 : Os Filhos do Rock : Carla - RTP Portugal (2 episódios)
- 2014 : Amour fou por Jessica Hausner : a irmã mais velha - Cannes Film Festival - Seleção Un certain regard
- 2015 : Ouni Mooss (curta) d'Adolf El Assal : Alice
- 2015 : Mar Salgado : Camila  - SIC (17 episódios)
- 2015-2016 : Coração de Ouro : Adriana Noronha / SIC (300 episódios)
- 2016 : Os Sobreviventes de Luc Jabon : Lena
- 2017 : Bad Banks (A Crise) : Lola - Arte e Zdf (1 episódio)
- 2017 : Ministério do Tempo: a rainha Santa Isabel Portugal - RTP (1 episódio)
- 2018 : Zëmmer ze Verlounen : Sophie - RTL Luxembourg (12 episódios[38])
- 2019 : Gute Zeiten, Schlechte Zeiten : Amalia - RTL Germany (4 episódios)
- 2019 : Toy Gun de Marco Serafini : Giulia Redondini
- 2019 : Escapada de Sarah Hirtt : Lola
- 2019 : Dreamland de Bruce McDonald : Colero
- 2022: Sexual Healing de Julian Temple: Ivy Keaton
- 2022: Il ritorno della giovinezza de Marcello Merletto e Fabio Bottani: Nilde
- 2022: Melusina de Whitney Fortmueller: Melusina
- 2022: E.A.F de Lucie Wahl: Rapha
- 2022: Capitani 2: Maria - NETFLIX (4 episódios)
- 2023: La bête qui sommeille en nous de Jonathan Becker: Violette
- 2023: Kanaval de Henri Pardo: Justine - TIFF 2023
- 2024: O Som e a Sílaba de Miguel Falabella: Mathilde Lopes - Disney+
- 2025: Escape from Lisbon: Sofia Moreno (Leading role) - ZDF Germany

### Teatro
- 2010 : A Fenícia de Sêneca encenado por Maria João Vicente no Centro Cultural de Belém
- 2010 : As Três Irmãs de Anton Chekhov encenado por Pedro Matos na Escola Superior de Teatro e Cinema de Lisboa
- 2011 : Auto da Barca do Inferno de Gil Vicente  encenado por Alvaro Correia Escola Superior de Teatro e Cinema de Lisboa
- 2011:  Noite de Reis de William Shakespeare enceado por Francisco Salgado Escola Superior de Teatro e Cinema de Lisboa
- 2011 : Peanuts de Fausto Paravadino encenado por Jill Christophe no Théâtre National de Luxembourg
- 2012 : Que formidable Burdel de  Eugène Ionesco encenado por Jesus Salgado na Real Escuela Superior de Arte Dramático de Madrid
- 2012 : Por el torno y el sótano de Tirso de Molina encenado por Jesus Salgado no Festival des Arts et des Cultures de Casablanca, Marrocos
- 2014 : Lendas dos bosques de viena de Ödön von Horváth encenado por Sandy Ouvrier no Conservatoire National d'Art Dramatique de Paris
- 2014 : As bodas de Fígaro , de Beaumarchais encenado por Sandy Ouvrier no Conservatoire National d'Art Dramatique de Paris
- 2017 : As Bruxas de Salem[16] d'Arthur Miller encenado por Douglas Rintoul no Queen’s Theatre Hornchurch em Londres
- 2018 : Livro de desassossego de Fernando Pessoa[39][40] encenado por Rita Reis no Théâtre Municiapal d’Esch-sur-Alzette, Luxemburgo
- 2019 : Dealing with Clair de Martin Crimp encenado por Anne Simon no Théâtre des Capucins do Luxemburgo
- 2020-2021: Hedda Gabler de Henrik Ibsen encenado por Marja-Leena Junker no Grand Théâtre de la Ville de Luxembourg
- 2020-2022: Habiter le temps de Rasmus Lindberg encenado por Michel Didym no Théâtre de la Manufacture de Nancy e digressão internacional (CDN França, Bélgica, Suiça e Luxemburgo)
- 2021: O Começo perdido de Pedro Martins Beja encenado por Pedro Beja no Teatro Nacional São João do Porto
- 2022: Medea de Euripides encenado por Rafael Kohn no Grand Théâtre de la Ville de Luxembourg
- 2023-2024: A Menina do Mar de Sophia de Melo Breyner no Théâtre Municipal d’Esch-sur-Alzette
- 2023-2025: Café Terminus de Eugene O’Neill no Théâtre National de Luxembourg